# Thomas Cajetan

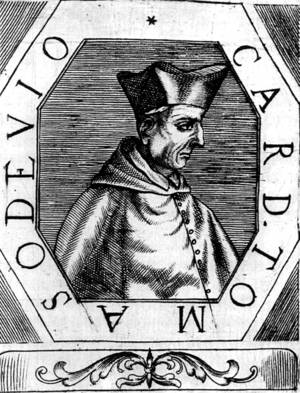
Kardinal Tomaso de Vio, genannt Cajetan (Porträt – Kupferstich)

Thomas Cajetan OP (* 20. Februar 1469 als Jacopo de Vio in Gaeta, daher der Herkunftsname Gaëtanus, Gaetano oder Cajetan; † 10. August 1534 in Rom) war von 1508 bis 1518 Ordensgeneral der Dominikaner, Kardinal der Titelkirche Santa Prassede, päpstlicher Legat und Begründer des Neuthomismus in der Renaissance. Cajetan forderte 1518 Martin Luther auf, seine 95 Thesen zu widerrufen.

## Leben und Wirken

### Herkunft und Studien

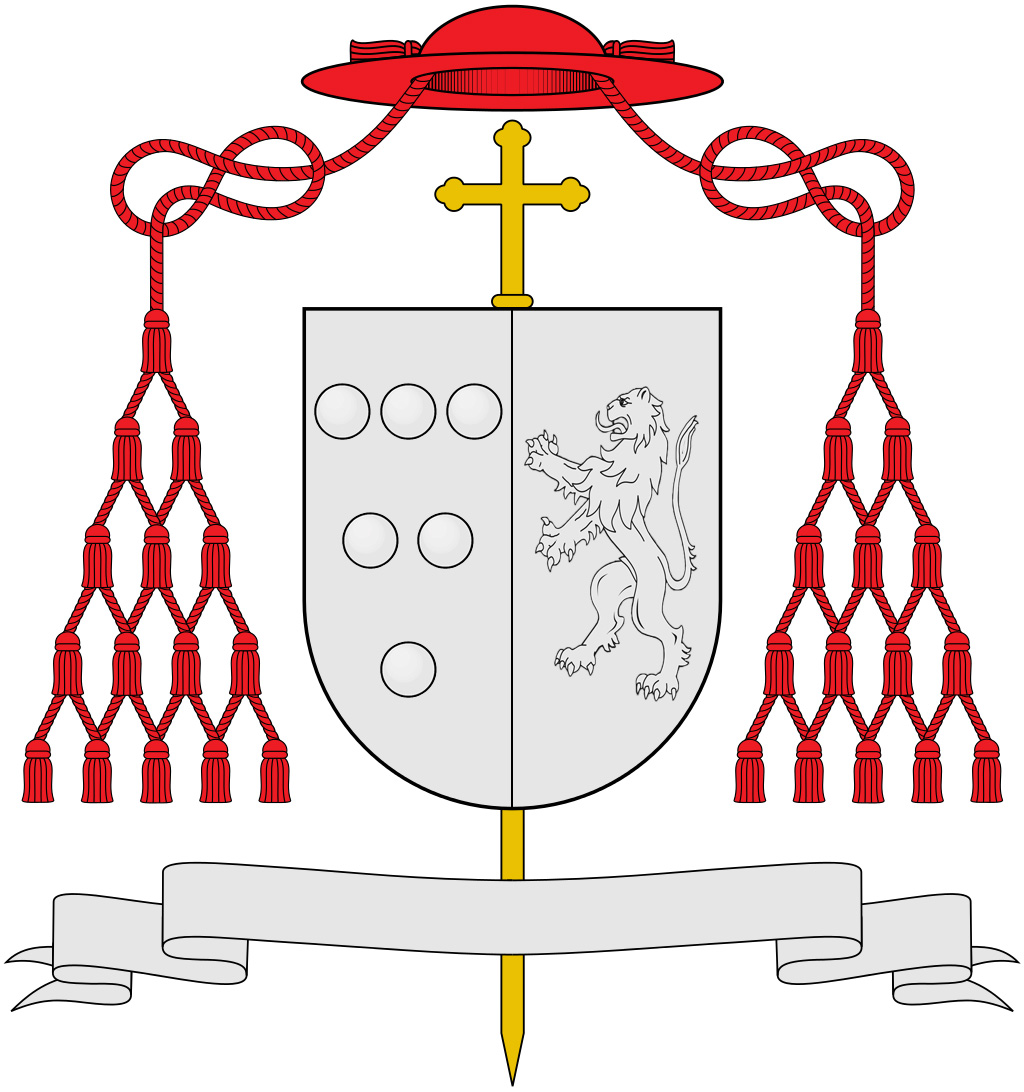
Kardinalswappen (Nachzeichnung)

Jacopo de Vio war der jüngste Sohn von insgesamt drei Kindern des Francesco de Vio, der dem niederen Adel im Königreich Neapel angehörte, und dessen Frau Isabella, geborene de Sieri.
Er trat gegen den Willen seiner Eltern noch vor seinem sechzehnten Lebensjahr in seiner Heimatstadt in den Dominikanerorden ein. Von da an trug er seinen Ordensnamen „Thomas“. Nachdem er ab dem 8. April 1485 in Neapel studiert hatte, schickten ihn seine Ordensoberen in ein Kloster in Bologna. In Bologna war er 1488 als studens artium immatrikuliert. Am 4. Dezember 1488 kehrte er jedoch in das Kloster von Gaeta zurück, um von einer Erkrankung zu genesen. Am Ende des zweiundzwanzigsten Lebensjahres wurde er zum Priester geweiht. Am 24. Mai 1491 schrieb er sich an der Universität Padua für die studia generalia ein. Dort studierte er Philosophie und neben der Metaphysik beschäftigten ihn auch humanistische Studien. In Padua wurde er dann als lector artium angestellt und im Jahr 1492 zum magister studentium pro tertio anno  durch die Entscheidung des Generalkapitels von Como ernannt. Am 21. Januar 1493 wurde er an der theologischen Fakultät zum baccalaureus promoviert, womit er berechtigt war, Vorlesungen zu halten (ad legendum sententias pro gradu et forma magistri pro tertio anno Padue). Im Jahre 1494 wurde er zum Magister Theologiae promoviert und hielt Vorlesungen zur thomistischen Metaphysik.

### Päpstlicher Berater
Cajetan gehörte zu den ersten Beratern von Papst Julius II., dem er empfahl, ein ökumenisches Konzil einzuberufen, nachdem von den französischen Kardinälen für den 1. September 1511 das später so genannte Conciliabulum von Pisa einberufen worden war. Tatsächlich berief Julius für den 19. April 1512 ein ökumenisches Konzil in den Lateran ein (Fünftes Laterankonzil). Dazu wurde auch Cajetan vom Papst abgeordnet. Unter dem Pontifikat Julius’ II. war er maßgeblich daran beteiligt, von Ferdinand II. die Erlaubnis für dominikanische Missionare zu erwirken, die indigenen Völker Amerikas zu bekehren.
Von 1508 bis 1518 wurde er Generalmagister des Ordens und Berater verschiedener Päpste. Als solcher verhandelte er mit der französischen (gallikanischen) Kirche. Durch das Konkordat von Bologna erreichte König Franz I. 1516 ein Übereinkommen mit Papst Leo X., bei dem die französische Krone als Gegenleistung für die formale Anerkennung der Superiorität des Papstes über die Konzilien fast unbegrenzte Kontrolle über die Kirche in Frankreich und deren Besitz erhielt.
Am 1. Juli 1517 wurde Cajetan von Papst Leo X. zum Kardinal erhoben und erhielt kurz darauf die römische Titelkirche San Sisto. Im Jahr darauf sollte er Erzbischof von Palermo werden, aber die Opposition seitens des sizilianischen Senats verhinderte seinen Amtsantritt und er trat am 8. Februar 1518 zurück. Auf Eintreten Karls V. wurde er jedoch später, nachdem er 1518 als Apostolischer Legat ins Heilige Römische Reich nach Deutschland geschickt worden war, zum Bischof von Gaeta ernannt.

### Luthers Anhörung auf dem Augsburger Reichstag

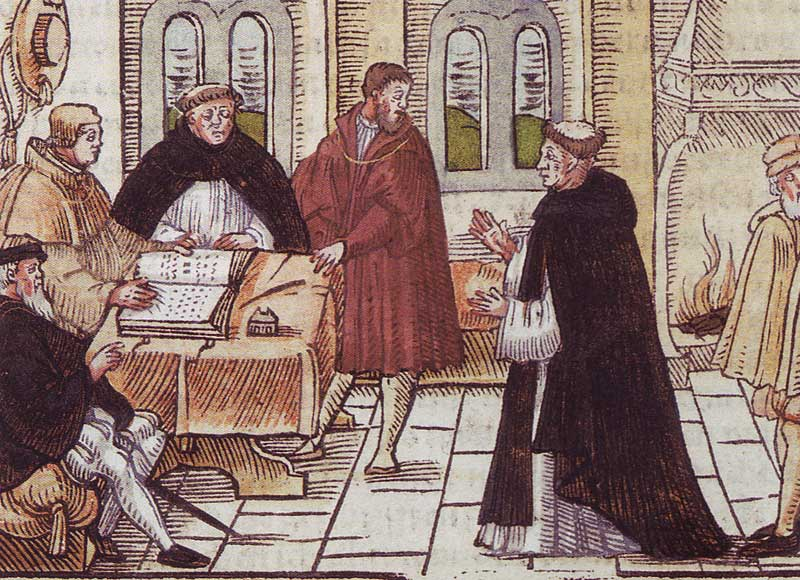
Luther in Augsburg vor Kardinal Cajetan

Zu den Aufgaben Cajetans im Reich gehörte das Verhör Martin Luthers beim Reichstag zu Augsburg 1518. Die Anhörungen fanden im Stadtpalast Jacob Fuggers statt, wo Cajetan wohnte. Bei ihrer dreitägigen Unterredung erklärte Cajetan einzelne Punkte von Luthers 95 Thesen unter Berufung auf die Bulle Unigenitus Dei filius von Papst Clemens VI. für häretisch und forderte Luther auf, diese zu widerrufen.
Am 12. Oktober erschien Luther ohne Begleitung vor dem Tribunal. Der Moderator Urban di Serra Longa forderte ihn auf, er möge vor Kardinal Cajetan treten und seine Irrtümer widerrufen. Luther seinerseits strebte aber einen Disput an. Er wies das Ansinnen, eine Belehrung durch die Vertreter der Kurie anzunehmen, zurück. Die Stimmung eskalierte. Am nächsten Tag erschien Luther in Begleitung seines Ordensoberen Johann von Staupitz, vierer kaiserlicher Räte und einer Gruppe ausgesuchter Zeugen, darunter eines Juristen, der einen von Luther verfassten Text verlas. Darin ließ er erklären, dass er sich dem Urteil und dem Rechtsbeschluss der heiligen Kirche und all jener, die besser unterrichtet seien als er selbst, unterwerfe. Er bestritt aber, irgendetwas ausgesprochen zu haben, das der Heiligen Schrift, den Kirchenvätern oder einem päpstlichen Dekret widersprochen hätte. Am 14. Oktober trug Luther persönlich einen längeren Text vor, in dem er seine Auffassungen und die angesprochenen Themen erläuterte, die er mit Bibelzitaten belegte. Luther initiierte ein theologisches Gespräch. Als wichtige Punkte brachte er die Natur des Gnadenschatzes und des Glaubens im Sakrament vor.
Luthers Freunde rechneten mit einer Verhaftung. Luther entzog sich dieser eine Woche später, in der Nacht auf Donnerstag, den 21. Oktober, durch Flucht aus der Stadt.

### Tätigkeit ab 1523
In den Jahren 1523 bis 1524 organisierte de Vio im Heiligen Römischen Reich, im polnischen Königreich unter den Jagiellonen und im Königreich Ungarn den Widerstand gegen das osmanische Reich unter Süleyman I.
Im Jahr 1527 wurde er während der Plünderung Roms (Sacco di Roma) durch Landsknechte Karls V. gefangen genommen, wurde aber wieder befreit.
Im Jahr 1534 sprach er die endgültige Gültigkeit der Eheschließung von Heinrich VIII. von England mit Katharina von Aragon aus und verweigerte die Aufhebung der Ehe.

## Tod
Thomas Cajetan starb im August 1534 im Alter von 65 Jahren in Rom.

## Schriften

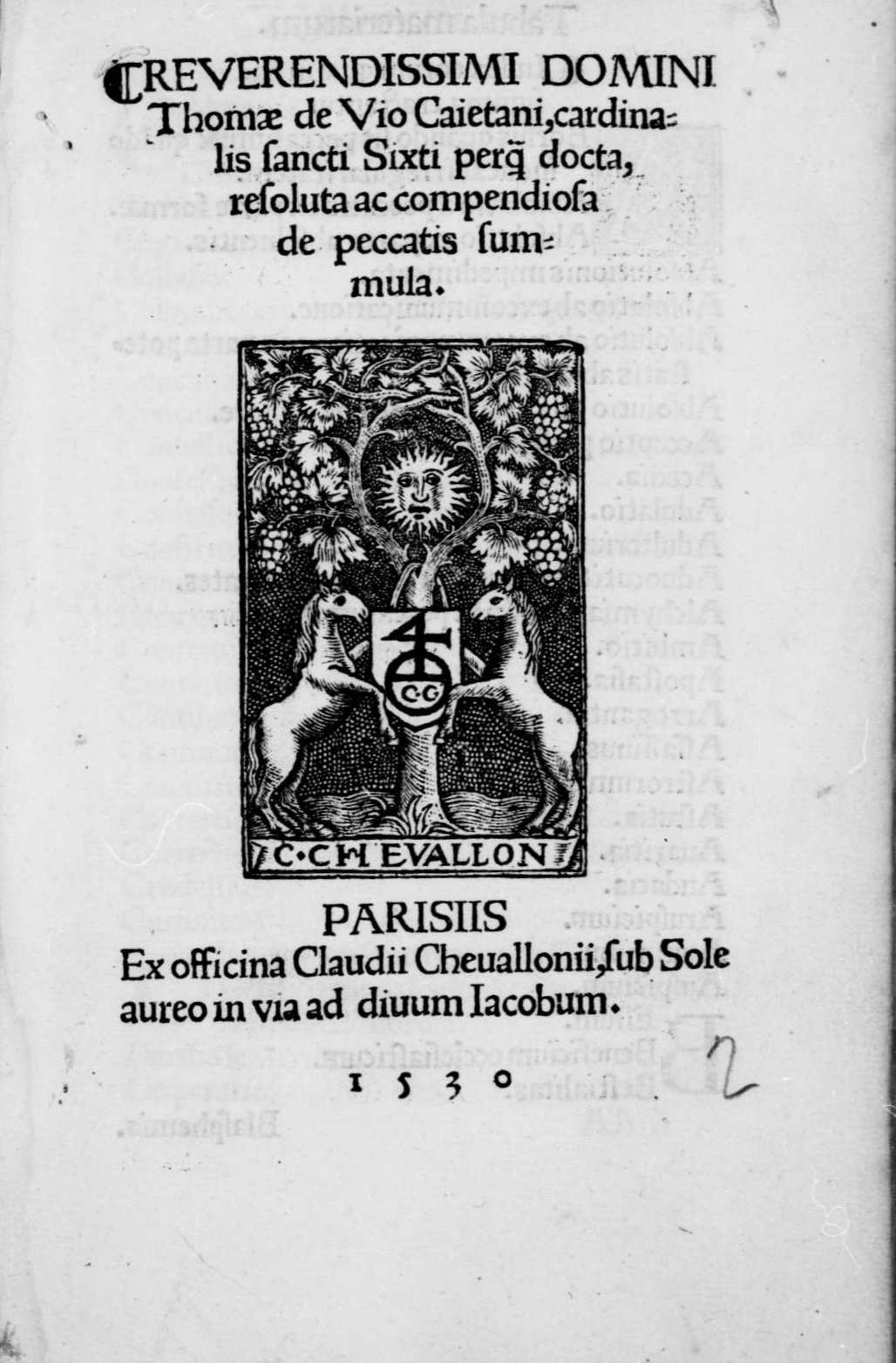
Summula Caietani, 1530

Opuscula omnia, 1596

Cajetan verfasste Schriften für die  Päpste, darunter Ausarbeitungen zur Ablasslehre und ein Gutachten zur Ehesache Heinrichs VIII.
In seinen Commentaria in Summam Theologiam (1540) legte Cajetan die Thomasinterpreation für viele folgende Generationen fest. Die neuere Thomasforschung konnte allerdings zeigen, dass sich viele seiner Thesen im Nachhinein als falsch erwiesen und eindeutig nicht thomanisch belegbar sind.
Nach seiner Begegnung mit Luther beschäftigte sich Cajetan intensiv mit der Heiligen Schrift und verfasste zahlreiche Bibelkommentare.

### Textausgaben
- Opera omnia, 5 Bände, Lyon 1639
- Opuscula omnia, Paris 1530
- Kommentar zur Summa theologica des Thomas von Aquin, Lyon 1540; neu herausgegeben in der Ausgabe der Werke des hl. Thomas durch Leo XIII., 9 Bände; 1888–1906
- De divina institutione Pontificatus Romani Pontificis (1521), neu herausgegeben von Friedrich Lauchert, in: CCath X, 1925
- De comparatione auctoritatis papae und Apologia, Rom 1936
- De Anima, Rom 1938
- Thomas de Vio Cardinalis Caietanus (1469–1534): Scripta philosophica. 6 Bände. Institutum „Angelicum“, Rom
  - Band 2: Commentaria in Porphyrii isagogen ad praedicamenta Aristotelis, hrsg. von Isnard M. Marega, 1934
- Commentaire des Sentences (Padoue), Paris BNF, Cod. lat. 3076.
- In De ente et essentia (1495),  ed. M.-H. Laurent.
- De nominum analogia (1498), ed. P. N. Zammit (Rom, 1934) (individual.utoronto.ca)
- Commentaria in 'De anima' Aristotelis (1509),  ed. M.-H. Laurent (Rom, 1938).
- Opuscula aurea de diversis ac curiosissimis materiis tam practicis quam speculativis (Paris, 1511)
- Tractatus reverendissimi patris fratris Thome de Vio Caietani de Comparatione auctoritatis Papæ et conciliorum ad invicem (1512)
- Apologia,
- De Monte Pietatis (Rome, 1515)
- De divina institutione Pontificatus Romani Pontificis super totam ecclesiam a Christo in Petro (Rom, 1521) ed. Friedrich Lauchert (Münster, 1925).
- Summula de peccatis (Rom, 1525)
- Jentacula Novi Testamenti, expositio literalis sexaginta quatuor notabilium sententiarum Novi Testamenti (Rom, 1525)
- In Evangelia Matt., Marci, Lucae, Joannis (Venedig, 1530)
- In Acta Apostolorum (Venedig, 1530)
- Summula Caietani. Claude Chevallon, Paris 1530 (Latein, beic.it).
- In psalmos (Venedig, 1530)
- In quinque libros Mosis juxta sensum lit. commentarii (Rom, 1531)
- In Epistolas Pauli (Paris, 1532)
- In libros Jehosuae, Judicum, Ruth, Regum, Paralipomenon, Hezrae, Nechemiae et Esther (Rom, 1533)
- In librum Job (Rome, 1535)
- Commentaria in Summam Theologiam (1540), ed. H. Prosper (Lyrae, 1892), Reprint der Editio Leonina de Thomas d’Aquin, vol. IV-XII.
- In parabolas Salomonis, in Ecclesiasten, in Esaiae tria priora capita (Rom, 1542)
- Opuscula omnia tribus tomis distincta (Lyon, 1558)
- In Porphyrii Isagogen ad Praedicamenta Aristotelis (1587),
- Peccatorum Summula. 1613.
- Opera omnia quotquot in sacrae Scripturae expositionem reperiuntur, cura atque industria insignis collegii S. Thomae Complutensis, O.P. (Lyon, 1639: 5 volumes)
- De conceptu entis, ed. P. N. Zammit (Rom, 1934).